# Irfan Škiljan

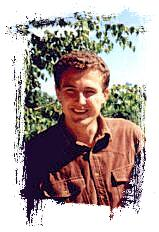
Irfan Škiljan in den 1990er Jahren

Irfan Škiljan (* 1973 in Jajce, Sozialistische Föderative Republik Jugoslawien) ist ein jugoslawisch-österreichischer Softwareentwickler bosnischer Abstammung. Irfan Škiljan ist der Entwickler des nach seinem Vornamen benannten Freeware-Programms IrfanView, das er im Jahr 1995 als eine Vorabversion veröffentlichte und das bis heute weiterentwickelt wird.

## Leben
Im Jahr 1973 wurde Škiljan in Jajce geboren, besuchte dort die Schule und war später ein Jahr lang an der Militärschule in Zagreb. Als 1992 der Bosnienkrieg begann, wurde die Militärschule nach Belgrad verlegt, und er musste bald danach, kurz vor dem Abschluss, wie alle kroatischen und bosniakischen Schüler, die Schule verlassen. Škiljan kam in ein Flüchtlingslager in Wöllersdorf (Niederösterreich) in der Nähe von Wien. Einheimische boten Deutsch-Kurse an. Dort begann er die deutsche Sprache zu lernen. Später lebte er bei einer Gastfamilie, mit der er auch heute noch in Kontakt steht. Später studierte er Informatik an der Technischen Universität Wien. Den Kontakt zu seiner Familie konnte er erst Mitte der 90er Jahre wieder aufbauen, da er während des Krieges fünf Jahre von ihr getrennt war.
Während seiner Studienzeit lebte er bei einer Familie, die sich dafür einsetzte, dass er als Student in Österreich bleiben konnte. Während des Studiums begann er Mitte der 1990er Jahre seine Arbeit an IrfanView. Mittlerweile besitzt er die österreichische Staatsbürgerschaft. Im Jahr 2000 schloss Irfan Škiljan sein Informatikstudium ab. Trotz vieler Angebote von Unternehmen entwickelte Škiljan seine Software als selbständiger Unternehmer weiter. Sein Einkommen stammt aus freiwilligen Beiträgen von Benutzern des Programms, aus Lizenzgebühren von Unternehmen und den Honoraren für individuelle Anpassungen für Firmenkunden, wie unter anderem Audi, Mercedes, EADS, T-Mobile, A1 und den ORF, zudem Pharmafirmen, etliche Banken, dem deutschen Bundestag und das österreichische Bundeskanzleramt.

## Geschichte der Entwicklung an IrfanView
Als Student begann er 1995 mit der Entwicklung seines Programms. Der Grund dafür war sein Bedürfnis nach einem damals noch nicht vorhandenen passenden Bildbetrachter für den PC. IrfanView war zuerst nur ein einfacher JPEG-Bildbetrachter, den er ursprünglich für sich und Bekannte entwickelte, von denen er viele Vorschläge und Ideen bekam.